# Максюта, Илья Михайлович
Илья Михайлович Максюта (1911—1943) — сержант Рабоче-крестьянской Красной Армии, участник Великой Отечественной войны, Герой Советского Союза (1944).

## Биография
Родился в 1911 году в селе Раздолье (ныне — Первомайский район Харьковской области Украины). После окончания начальной школы работал сначала в колхозе. В 1931 году по комсомольской путёвке отправился трудиться на шахту в Енакиево. В 1933—1935 годах служил в Рабоче-крестьянской Красной Армии, в войсках НКВД в Ленинграде. 24 июня 1941 года повторно был призван в армию. С 1942 года — на фронтах Великой Отечественной войны.
К октябрю 1943 года сержант Илья Максюта командовал отделением 26-го отдельного штурмового инженерно-сапёрного батальона 6-й штурмовой инженерно-сапёрной бригады 40-й армии Воронежского фронта. Отличился во время битвы за Днепр. 1 октября 1943 года вместе с группой бойцов атаковал вражеские позиции, уничтожив расчёт скорострельного орудия противника. В том бою лично уничтожил 12 вражеских солдат и офицеров, но и сам погиб. Похоронен в селе Балыко-Щучинка Кагарлыкского района Киевской области Украины.
Указом Президиума Верховного Совета СССР «О присвоении звания Героя Советского Союза генералам, офицерскому, сержантскому и рядовому составу Красной Армии» от 10 января 1944 года за «образцовое выполнение боевых заданий командования на фронте борьбы с немецко-фашистскими захватчиками и проявленные при этом отвагу и геройство» был посмертно удостоен высокого звания Героя Советского Союза. Также был награждён орденами Ленина и Красной Звезды, медалью.
Его бюст установлен в его родном селе.